# Nessaja
A Nessaja a német Scooter együttes 2002-ben megjelent kislemeze, egyben az első, amelyet Jay Froggal együtt vettek fel. A szám hatalmas nemzetközi sikert ért el, többek között az első Scooter-kislemez, ami Németországban felkerült a lista élére. Eredetileg az Encore – Live and Direct című koncertlemezen szerepelt, legutolsó számként, de a 24 Carat Gold című válogatásalbumra is felkerült. A kislemez kezdetben bakeliten jelent meg 3 A.M. és Funky Divas álneveken. Ez az első Scooter-szám, amelyhez cenzúrázott és cenzúrázatlan videóklip is készült. Az esti műsorsávban adták a cenzúrázatlan verziót, valamint a válogatáslemezeken is általában ez szerepel.
A dal a mai napig műsoron van, de kiadása nem volt mentes a jogi problémáktól, ugyanis Ferris, a banda korábbi tagja sokáig jogvitában állt a Scooterrel a szerzőséget illetően.

## Története
2001 legvégén, a "Push The Beat For This Jam" turné előtt merült fel, hogy újabb kislemezt kellene kiadni, de ez egy vadonatúj szám legyen. A munkák érdemben meg is kezdődtek, teljes egészében a Scooter égisze alatt, s el is készült egy szám, mely a "Habanera" címet kapta, s mely a Carmen című opera egyik híres dalának techno-feldolgozása lett. Jens Thele, a menedzser azonban letiltatta, mondván, túl kemény, és a zenekarnak kilenc napja volt arra, hogy összehozzon egy újabb kislemezt – ez lett a "Ramp! (The Logical Song)". Időközben egy másik, általuk készített dal, az először "Funky Divaz", majd "3 A.M." címen megjelentetett instrumentális "Nessaja" és annak Topmodelz remixe viszonylag nagy sikert ért el, s inkább annak a kiadása mellett döntöttek. A Habanera kiadásáról ezzel végleg le is mondtak, a félkész kislemeznek mindössze egy "Big Room Mix" változatát adták ki a Push The Beat For This Jam-en.
A kislemez készítésében feltehetőleg nem vállalt túl nagy szerepet Jay Frog, lévén már a csatlakozása előtt kész volt a szám, de szerzőként ő van megjelölve, valamint a számhoz készült videóklipben is szerepel. A B-oldal, a Shortbread extraként került fel egy igazi borongós hangulatú trance-számként. Maga a kislemez elsöprő sikert aratott, illetve kisebb meglepetést is kavart cenzúrázatlan klipjével. A Scooternek azelőtt sohasem sikerült a német eladási lista csúcsát bevennie, ez most sikerült, amellett külföldön is lenyűgözően teljesített. 2009-ben a Brüno című Sacha Baron Cohen-film főcímdala lett a Nessaja, s a film tiszteletére az iTunes Store rendszerben megjelent egy Scooter-válogatáslemez, a The Albüm.
A kislemez belső borítóján szerepel egy felirat, mely szerint a Scooter más nevei: Ratty, Guess Who, Section Eleven, 3AM, és The Painted Cow.

### Szerzői jogi vita Ferrisszel
2011-ben a dal körül heves viták kezdődtek. Eredetileg az álnéven kiadott dalt a Scooter nem akarta kislemezre tenni, hanem bakelitkiadáson tesztelte, mit szól hozzá a közönség. Éppen ezért a dal szerzőinél is egyedül a nyolcvanas évekbeli eredeti szerzői szerepeltek. Azonban amikor a nagy siker miatt a Scooter felvállalta a dalt, a szerzők közé felkerült H.P., Nikk, Jay Frog, és Rick is. 2006-ban azonban Ferris azt állította, hogy a dal angol szövegének megírását és a stúdiómunkálatokat ő és egy zenésztársa, Kai Penschow végezték. A Scooter eszerint csak annyit tett hozzá, hogy lemásolta az egész dalt, majd H.P. szövegelt benne, Jay Frog pedig basszust írt alá. Maga Axel is alátámasztotta ezt a vélekedést, amikor egy interjúban elmondta, hogy technikailag a teljes szám készítésében ő vett részt, csak a videóklipből maradt ki. Sokáig szabadon hangoztathatta ezen állítását, ám 2011 elején a Kontor Records megtiltotta Ferrisnek, hogy azt állítsa, hogy köze volt a dalhoz. Ennek hatására a Facebook közösségi portálon Ferris keresetlen hangnemben fejtette ki véleményét, majd márciusban perre ment igazáért. A per kimeneteléről a közvélemény nem tudhatott meg sok mindent, ugyanis Ferris egy pár hónap után teljesen elhallgatott a témában, egy 2015-ös nagyinterjúban pedig csak célzott rá, hogy harcolni fog azért, ami őt illeti.
2020-ban egy újabb nagyinterjúban Ferris a Nessaja-ügyet mint élete egyik legszomorúbb és legnehezebb ügyét emlegette fel. Azt mondta, hogy már a Scooterből való 1998-as kiválása után merült fel benne a Nessaja feldolgozásának ötlete, amit az egyik, korábban a Scooterrel leszerződött ügynökséggel együtt akart megvalósítani. Elkészítette a dalt Kai Penschow segítségével, és felajánlotta ennek az ügynökségnek. Nagy szüksége lett volna a pénzre, ugyanis könyvelőjének különféle pénzügyi machinációi miatt az összes megtakarítását elvesztette. Ferris és Kai voltak ugyan a dal szerzői, de Ferris elmondása alapján ő volt az aki lefordította a refrént angolra, aki felénekelte azt, és aki megírta a dallamot. Átadta az ügynökségnek, majd körülbelül fél év múlva meglátta a Nessaja-t 3 A.M. néven kiadva, ami gyanús lett neki, mert tudta, hogy a Scooteren belül már régebben is sokat viccelődtek különféle KLF-utalásokkal. Megvette a lemezt, és ledöbbent, hogy egy az egyben az ő dala volt az, lemásolva. Felhívta telefonon Axel Coon-t, ugyanis ő akkor nem volt épp szabadságon, mint a többiek (már éppen kiválófélben volt a bandából), aki szóban elismerte neki, hogy valóban lemásolták a dalt. Ezután körülbelül 15 évig tartó pereskedés és peren kívüli tárgyalássorozat vette kezdetét, melynek befejezését követően 2019-től egy egyezségnek köszönhetően végre kap jogdíjat a szám után.

## Kiadványok

### Normál (piros) kislemez
1. Nessaja (3:28)
2. Nessaja (Extended) (5:18)
3. Nessaja (The Ultimate Clubmix) (7:09)
4. Shortbread (3:55)

### Limitált (kék) kislemez
1. Nessaja (3:28)
2. Nessaja (Extended) (5:18)
3. Nessaja (The Ultimate Clubmix) (7:09)
4. Nessaja (Topmodelz Mix) (5:40)
5. Videoklip (cenzúrázatlan)

### Vinyl verzió
- A1: Extended Mix
- B1: The Ultimate Clubmix
- B2: Topmodelz Mix (5:40)

### Brit verzió
A kiadvány multimédia szekciójában helyet kapott a videóklip cenzúrázott verziója is.
1. Nessaja (3:28)
2. Nessaja (Clubstar UK Remix) (7:23)
3. Nessaja (Flip & Fill Remix) (6:16)

### Ausztrál verzió
2011-ben a kiadvány webes megjelenésekor annak része lett a Breeze Remix is, amely később a The Stadium Techno Experience "20 Years of Hardcore Expanded Edition"-ön jelent meg CD-formátumban.
1. Nessaja (3:28)
2. Nessaja (Clubstar UK Remix) (7:23)
3. Nessaja (Flip & Fill Remix) (6:16)
4. Nessaja (Extended) (5:18)
5. Nessaja (The Ultimate Clubmix) (7:09)

### 3 A.M. (Funky Divas) – Nessaja (12''bakelit)
Az ezen a lemezen hallható Nessaja-változat némiképp más, mint ami végül megjelent: kevésbé markáns a bassdrum, és a basszus is más alatta. Az első pár darab white label változatban jött ki, Funky Divas néven, a többi már 3 A.M. néven, színes borítóval. Ez a változat szinte egy az egyben történő lemásolása a Ferris és Kai Penschow által írt eredeti változatnak, és ebben már Nikk énekel.
- A1: Original Version (5:28)
- B1: Topmodelz Mix (5:40)

## Videoklip
A klipben a Scooter megbotránkoztatja az úri közönséget, amikor féktelen bulizásba kezdenek egy fogadás helyszínén. Később a vendégek körében is oldódnak a gátlások és elszabadul a pokol. A videoklipben szerepel még két táncoslány, illetve egy kenguru is.

## Más változatok
Rádiók részére készült egy limitált kiadású változat a kislemezből 2002-ben, valamint egy promóciós célokat szolgáló bakelit, melyen szerepelt egy LMC Remix. Ez később a The Stadium Techno Experience "20 Years of Hardcore Expanded Edition"-ön jelent meg hivatalosan.
A Flip & Fill Remix 2003.ban felkerült a "The Stadium Techno Experience" limitált kiadására, valamint az ausztrál változatra
2004-ben a "Jigga Jigga!" kislemez kétszámos, kék borítós, csak Nagy-Britanniában megjelent változatán második dalként szerepelt. Érdekesség, hogy a szerzők a borítón "Maffay / Zuckowski / Baxter"-ként szerepelnek.
Élő verziója hallgató a "10th Anniversary Concert" című kiadványon, az Excess All Areas koncertlemezen, és a Live In Hamburg koncertlemezen.
Alexander Marcus feldolgozása szerepel a 2009-ben megjelent Hands On Scooter című kiadványon.
Szerepel a Live In Berlin és a The Stadium Techno Inferno című koncertfilmeken.
A Breeze Remix a The Stadium Techno Experience "20 Years of Hardcore Expanded Edition"-ön is megjelent 2013-ban.
Olga Scheps a "100% Scooter – Piano Only" című 2017.es lemezén elkészítette a dal zongorára átírt változatát.
2019-ben a Da Tweekaz hardstyle stílusú remixet készített a dalból.

## Közreműködtek
- H.P. Baxxter (szöveg)
- Rick J. Jordan, Jay Frog (zene)
- Jens Thele (menedzser)
- Peter Maffay, Rolf Zuckowski (eredeti szerzők)
- Ferris Bueller, Kai Penschow (a feldolgozás eredeti szerzői)
- Nikk (refrén vokál)
- Slobodan Petrovic jun., Sven N-R-G (Topmodelz Remix)
- Frank Lothar Lange (fényképek)
- Marc Schilkowski (borítóterv)
- Holger Storm (turnémenedzser)
- Linda és Nina (táncoslányok a videoklipben)
- Joey, a kenguru (videoklip-szereplő)